# Stars (Cher)
Stars è il dodicesimo album di inediti della cantante statunitense Cher pubblicato nel 1975 dalla Warner Bros. Records.

## Descrizione
Stars è un album di cover, fu prodotto da Jimmy Webb ed è il primo dell'artista per la Warner Bros. Records. Fu uno degli album di Cher degli anni '70 che non entrò in classifica e che fu un insuccesso commerciale.

## Tracce
Lato A
1. Love Enough – 3:05 (Tim Moore)
2. Bell Bottom Blues – 4:04 (Eric Clapton)
3. These Days – 4:07 (Jackson Browne)
4. Mr. Soul – 3:03 (Neil Young)
5. Just This One Time – 4:42 (Jimmy Webb)

Lato B
1. Geronimo's Cadillac – 2:58 (Michael Martin Murphey, Charles Quarta)
2. The Bigger They Come – 3:17 (Jimmy Cliff)
3. Love Hurts – 4:46 (Boudleaux Bryant)
4. Rock and Roll Doctor – 3:05 (Lowell George, Fred Martin)
5. Stars – 5:11 (Janis Ian)